# Bathyraja isotrachys
Bathyraja isotrachys is een vissoort uit de familie van de Arhynchobatidae. De wetenschappelijke naam van de soort is voor het eerst geldig gepubliceerd in 1877 door Günther.